# Kazimierz Głowacki (wojskowy)
Kazimierz Głowacki (ur. 16 lipca 1940 w Skarżysku-Kamiennej) – kontradmirał Marynarki Wojennej RP, żołnierz, dyplomata wywiadu wojskowego, inżynier nawigator morski. Był morskim oficerem pokładowym, a następnie oficerem wojskowych służb specjalnych Polskiej Rzeczypospolitej Ludowej i RP. W latach 1996–1997 kierował Wojskowymi Służbami Informacyjnymi.

## Wykształcenie
W 1955 roku ukończył Zasadniczą Szkołę Metalową a następnie technikum Mechaniczne w Skarżysku. W latach 1956–1960 pracował w Zakładach Metalowych w Skarżysku – Kamiennej.  Od 1960 odbywał zasadniczą służbę wojskową w pułku czołgów w Lidzbarku Warmińskim. Po ukończeniu w 1962 Podoficerskiej Szkoły Samochodowej w Pile został przyjęty na Wydział Pokładowy Wyższej Szkoły Marynarki Wojennej w Gdyni. W 1966 otrzymał promocję oficerską i tytuł inżyniera nawigatora statku morskiego, natomiast w 1969 odbył specjalistyczne przeszkolenie w Ośrodku Szkolenia Zarządu II Sztabu Generalnego Wojska Polskiego w Warszawie. Magister ekonomii. Ukończył kurs specjalny w akademii NATO w Rzymie.

## Służba wojskowa
Pierwsze stanowisko służbowe w Marynarce Wojennej PRL objął w 7 dywizjonie niszczycieli, gdzie został dowódcą działu I nawigacyjnego ORP "Błyskawica", a po roku flagowym nawigatorem 7 dywizjonu niszczycieli pełniąc służbę na ORP "Grom" Następnie był pomocnikiem szefa Oddziału Organizacyjno-Szkoleniowego, starszym radcą ds. językowych oraz starszym pomocnikiem szefa Oddziału Organizacyjno-Szkoleniowego w Zarządzie II Sztabu Generalnego Wojska Polskiego w Warszawie. Od 1971 do 1973 pełnił funkcję oficera do zleceń Attachatu Wojskowego Polskiej Rzeczypospolitej w Stanach Zjednoczonych. Po powrocie do kraju wyznaczono go oficerem, a następnie starszym oficerem w Zarządzie II. W 1979 roku został zastępcą attaché wojskowego PRL w  Ottawie, Kanada, a w 1983 objął stanowisko zastępcy szefa Oddziału Organizacyjno-Szkoleniowego. W latach 1986–1990 był attaché wojskowym w Londynie, Wielka Brytania.
Do 1991 przebywał w dyspozycji Szefa Sztabu Generalnego Wojska Polskiego, po czym został zastępcą szefa Zarządu III ds. Kontrwywiadu w Inspektoracie Wojskowych Służb Informacyjnych w Warszawie. W okresie od 1993 do 1995 kierował Zarządem Kontrwywiadu WSI. Następnie znajdował się w dyspozycji szefa Departamentu Kadr Ministerstwa Obrony Narodowej. W latach 1996–1997 był Szefem Wojskowych Służb Informacyjnych. W dniu 16 lipca 2000 przeszedł w stan spoczynku z dyspozycji Ministra Obrony Narodowej. Prezes Stowarzyszenia Oficerów Marynarki Wojennej w Warszawie. Nadal pracuje prowadząc działalność gospodarczą (firma Bryza Sp. zoo).

## Awanse
- podporucznik marynarki – 1966
- porucznik marynarki – 1968
- kapitan marynarki – 1972
- komandor podporucznik – 1978
- komandor porucznik – 1982
- komandor – 1988
- kontradmirał – 1997

## Odznaczenia
- Krzyż Kawalerski Orderu Odrodzenia Polski (Polonia Restituta)
- Złoty Krzyż Zasługi
- Złoty Medal „Siły Zbrojne w Służbie Ojczyzny”
- Srebrny Medal Siły Zbrojne w Służbie Ojczyzny
- Złoty Medal „Za zasługi dla obronności kraju”
- Srebrny Medal Za zasługi dla obronności kraju
- Brązowy Medal Za zasługi dla obronności kraju